# Release Therapy
Release Therapy es el quinto álbum con el sello discográfico Disturbing Tha Peace y el sexto en su carrera del rapero sureño Ludacris. Salió a la venta el 26 de septiembre de 2006. Este álbum, ganó un Premio Grammy en 2007, en la categoría "Mejor álbum de rap".

## Canciones
| #  | Título                  | Colaborador                     | Productor      | Duración | Lugar   | Usando                             |
| -- | ----------------------- | ------------------------------- | -------------- | -------- | ------- | ---------------------------------- |
| 1  | "Warning (Intro)"       | -                               | Vudu           | 2:30     | Release |                                    |
| 2  | "Grew Up a Screw Up"    | Young Jeezy                     | DJ Nasty & LVM | 3:59     | Release | "Runnin' (Dying to Live)" por 2Pac |
| 3  | "Money Maker"           | Pharrell                        | The Neptunes   | 3:50     | Therapy |                                    |
| 4  | "Girls Gone Wild"       | T-Pain                          | The Neptunes   | 3:36     | Therapy |                                    |
| 5  | "Ultimate Satisfaction" | Field Mob                       | Rich Skillz    | 4:20     | Release | "Satisfaction" por Benny Benassi   |
| 6  | "Mouths to Feed"        | -                               | DJ Toomp       | 4:18     | Release |                                    |
| 7  | "End of the Night"      | Bobby Valentino                 | Happy Perez    | 4:37     | Therapy |                                    |
| 8  | "Woozy"                 | R. Kelly                        | Ken Jo         | 5:18     | Therapy |                                    |
| 9  | "Tell It Like It Is"    | -                               | Omen           | 3:56     | Release |                                    |
| 10 | "War with God"          | -                               | Dre & Vidal    | 4:30     | Release | "War of the Gods" por Billy Paul   |
| 11 | "Do Your Time"          | Beanie Sigel, Pimp C & C-Murder | The Trak Starz | 5:15     | Therapy |                                    |
| 12 | "Slap"                  | -                               | The Runners    | 4:40     | Release |                                    |
| 13 | "Runaway Love"          | Mary J. Blige                   | Polow da Don   | 4:40     | Therapy | "La Di Da Di" por Slick Rick       |
| 14 | "Freedom of Preach"     | Bishop Eddie Lee Long           | Mr. Jonz       | 7:07     | Therapy |                                    |

- Datos: Q628434